# Cameron Todd Willingham
Cameron Todd Willingham (* 9. Januar 1968 in Oklahoma, Vereinigte Staaten; † 17. Februar 2004 in Huntsville, Bundesstaat Texas, Vereinigte Staaten) war ein US-amerikanischer Mann, der des Mordes an seinen drei jungen Kindern angeklagt wurde. Willingham soll am 23. Dezember 1991 Brandstiftung an seinem eigenen Haus in Corsicana, Texas, begangen haben. Er wurde im Jahr 2004 hingerichtet.

## Leben
Willinghams Fall erlangte erneutes Aufsehen im Jahr 2009, als ein von David Grann verfasster Untersuchungsreport in dem Magazin The New Yorker veröffentlicht wurde. Besagter Bericht stützt sich auf Brandstiftungsexperten und Fortschritte in der sich mit Feuer beschäftigenden Wissenschaft, die seit der Untersuchung des Falls im Jahr 1992 stattgefunden haben. David Granns Schlussfolgerung ist, dass das Beweismaterial, welches angeblich Willinghams Schuld untermalt, nicht überzeugend sei. Wäre diese Information während des Gerichtsverfahrens gegen Willingham zugänglich gewesen, hätte dieser womöglich ein freisprechendes Urteil erhalten.
Gemäß einem anderen Untersuchungsbericht, ebenfalls aus dem Jahr 2009, ist die ursprüngliche Klage wegen Brandstiftung zweifelhaft. Besagter Bericht stammt von einem von der Texas Forensic Science Commission angestellten Experten. Dennoch focht die Brandschadenabteilung Corsicanas mit der Begründung, dass der Report über wichtige Nachweise hinweggesehen habe, diese Befunde an. Der Fall Willingham wurde durch den an den Texanischen Gouverneur Rick Perry gerichteten Vorwurf, dieser habe durch den Austausch von drei aus insgesamt neun Kommissionsmitgliedern versucht, die Ermittlungsergebnisse der Kommission zu beeinflussen, nochmals verkompliziert. Rick Perry bestreitet diese an ihn gerichtete Anschuldigung.

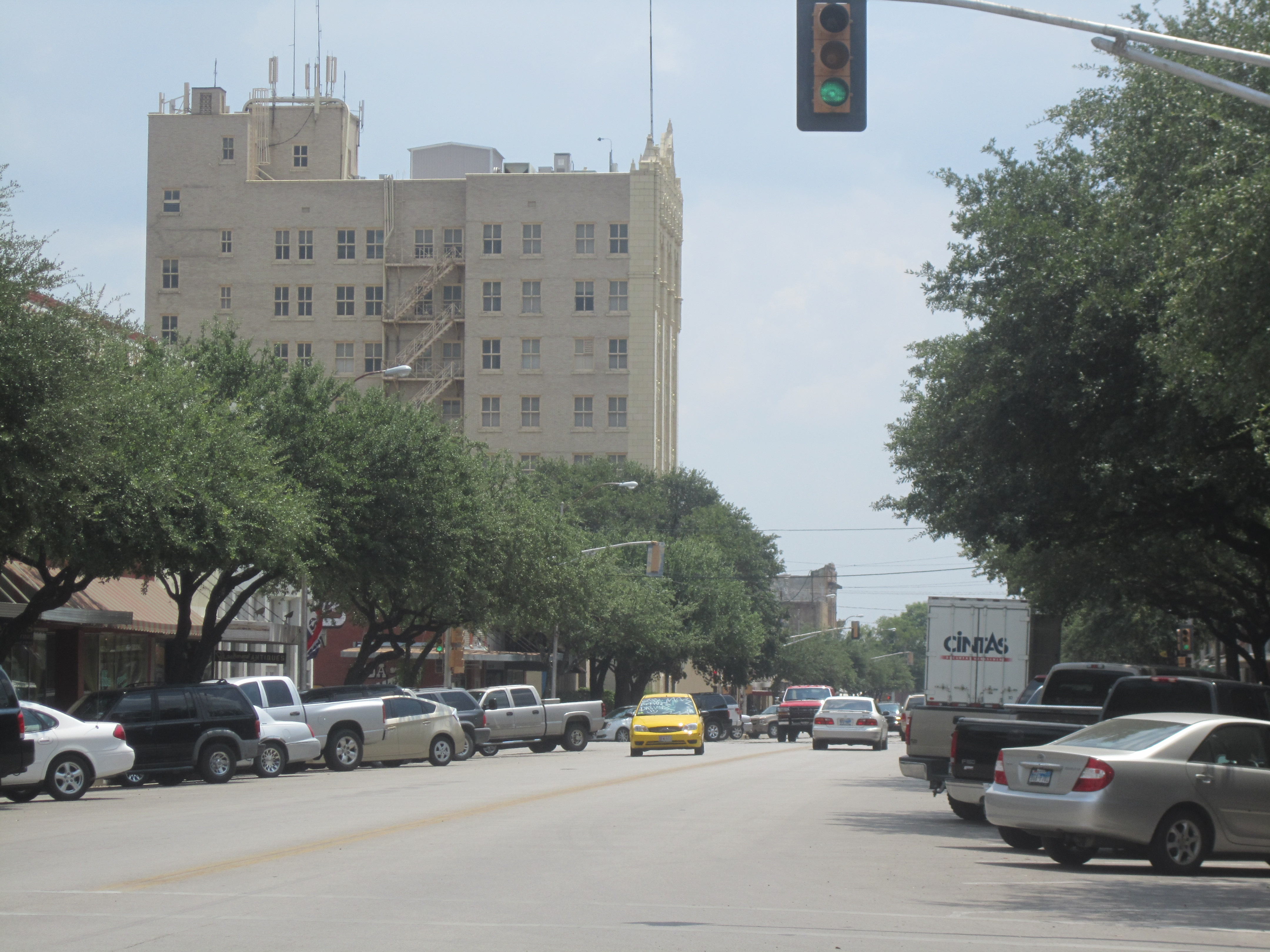
Ort des Geschehens: Corsicana, Texas

## Brand
Am 23. Dezember 1991 zerstörte ein Feuer das Haus der Familie Willingham in Corsicana, Texas. Bei diesem Feuer kamen die drei Töchter der Familie ums Leben: die zweijährige Amber Louise Kuykendall und die ein Jahr alten Zwillinge Karmon Diane Willingham und Kameron Marie Willingham. Willingham selbst entkam dem Feuer mit leichten Brandverletzungen. Stacy Kuykendall, Willinghams Ehefrau und Mutter seiner drei Kinder, war, als das Feuer ausbrach, nicht im Hause – sie kaufte zu dem Zeitpunkt ein. Die Kläger kamen daher zu dem Schluss, dass Willingham das Feuer gelegt haben könnte, um zu versuchen, einen Missbrauch an den Mädchen zu verheimlichen. Dennoch gab es keine Hinweise auf jeglichen Kindesmissbrauch und Willinghams Ehefrau, Stacy, berichtete den Klägern, dass ihr Mann niemals in der Lage gewesen sei, den Kindern Schaden zuzufügen. „Wir haben unsere Kinder total verwöhnt“, sagte sie, darauf beharrend, ihr Mann würde ihnen niemals etwas antun.

## Untersuchung & Gerichtsverfahren

### Beweismittel
Das Hauptbeweismittel, welches zu Willinghams Festnahme und Verurteilung führte, bestand aus polizeilichen Untersuchungen direkt nach dem Brand, die feststellten, dass das Feuer durch den Gebrauch eines flüssigen Brandbeschleunigers entfacht worden war. Diese Beweisführung beruhte auf Verkohlungen auf dem Boden, welche die Form von „Pfützen“ hatten, die zahlreichen Ausgangspunkte des Feuers und die Annahme, das Feuer habe „schnell und heiß“ gebrannt. All diese Befunde resultierten in dem Erachten, das Feuer habe sich mithilfe eines flüssigen Brandbeschleunigers entzündet. Die Ermittler fanden ebenfalls Verkohlungen unter dem aus Aluminium bestehenden Pfosten der Vordertür, welche sie für ein weiteres Indiz der Entzündung durch flüssigen Brandbeschleuniger hielten. Tests ergaben einen Nachweis für solch einen Brandbeschleuniger in der Nähe der Vordertür. Obwohl kein klares Motiv gefunden wurde und Willinghams Ehefrau einen Streit vor der Nacht, in der das Feuer brannte, abstritt, lautet die spätere Aussage eines Mithäftlings, Willingham habe gestanden, den Brand entfacht zu haben.
Brennflüssigkeit, die dafür genutzt wird, Holzkohle zu entfachen, und ein Freiluftgrill wurden auf der vorderen Veranda aufbewahrt, was durch einen geschmolzenen Container bewiesen wurde. Etwas von dieser Brennflüssigkeit mag durch den Vordereingang des Hauses eingetreten und von dem Wasser eines Löschschlauchs mitgerissen worden sein. Während Labortests bekräftigten, dass ein Brandbeschleuniger nahe der vorderen Veranda genutzt worden war, wurde ebenso behauptet, dass dieser Brandbeschleuniger absichtlich in der Nähe der Veranda, eines der Kinderzimmer und eines der Hausflure ausgegossen worden war, um das Feuer zu entzünden. Willingham habe den Eingangsweg an der Veranda einbezogen, um Rettungsversuche zu erschweren oder gar zu verhindern. Er behauptete, Eichhörnchen seien Wochen vor dem Brand in das Dach des Hauses gelangt. Direkt nach dem Feuer sagte er seinen Nachbarn, er habe die Vermutung, das Feuer resultiere aus einem elektrischen Problem. Er behielt diese Aussage, mit Vorbehalten aufgrund seines Mangels an fachlichen Kenntnissen, auch in seiner polizeilichen Stellungnahme bei. Die Staatsanwaltschaft nutzte diese und andere Theorien der Brandlegung, von denen einige im Nachhinein in Frage gestellt wurden.
Lange nach dem ursprünglichen Urteil, im Jahr 2004, untersuchte Gerald Hurst, Doktor der Chemie, die von Manuel Vasquez, einem Sprecher der Feuerwehr, aufgestellten Brandstiftungsnachweise. Hurst stellte fest, dass Vasquez inkorrekt gewesen sei, als er sagte, dass die extreme Hitze des Feuers (bewiesen durch eine geschmolzene Aluminiumtürschwelle) anzeigte, dass ein Brandbeschleuniger benutzt worden war. Hurst bewies durch vergleichbare Experimente zudem, dass Feuer durch Holz und solche durch flüssigen Brandbeschleuniger mit gleicher Hitze brennen können. Anhand seiner eigenen Experimente wurde festgestellt, dass das Brennen mit einem Brandbeschleuniger nicht die Art von braunen Flecken hinterlässt, die Vasquez als Nachweis seiner Theorie gebrauchte. Hurst sagte außerdem, dass das gerissene Glas, welches Vasquez als Folge des Brandbeschleunigers sah, ein Resultat von Unterholzbränden anderswo sei. Experimente zeigten, dass gerissenes Glas nicht durch schnelles Erhitzen, sondern schnelle Kühlung hervorgerufen wird und das Glas, welches von Wasser eines Löschschlauches gekühlt wurde, zu einer größeren Wahrscheinlichkeit Risse aufweist. Eine 20 000 $ teure experimentelle Entzündung eines Musterhauses ohne die Benutzung von Brandbeschleunigern kreierte dieselben Guss- und V-geformten Muster, die Vasquez als Indikator für einen flüssigen Brandbeschleuniger nutzte. Vasquez dachte, Willingham habe gelogen, als er sagte, er sei aus dem Haus geflohen, ohne seine Füße zu verbrennen, weil er vermutete, dass ein Brandbeschleuniger benutzt worden war, der das Feuer auf dem gesamten Flur verbreitet habe. Da jedoch kein Brandbeschleuniger nötig ist, um die gefundenen Resultate zu erzielen, könnte Willingham sehr wohl die Wahrheit gesagt haben, als er behauptete, ohne Verbrennungen an den Füßen das Haus verlassen zu haben, bevor jegliche schlagartige Flammenausbreitung stattfand.
Hurst zufolge ist es unmöglich, Spuren von Brandbeschleuniger zu erkennen, wenn ein Feuer einmal anfängt, sich ruckartig auszubreiten. Während die Anklage dachte, dass der „bizarre“ Weg der Flammen die Nutzung von Brandbeschleuniger nachweise, sagte Hurst, dass der Weg der Flammen dem nach einem Flammenübersprung üblichen Muster entspreche, nach dem Flammen in Richtung von Belüftung folgen. Obwohl Willingham beschuldigt worden war, Brandbeschleuniger an drei verschiedenen Orten benutzt zu haben, ist die vordere Veranda der einzige Ort, an dem Brandbeschleuniger anhand von Labortests nachgewiesen wurde. Eine Fotografie des Hauses vor dem Feuer zeigte, dass der Holzkohlegrill sich in der Tat üblicherweise auf der Veranda befand. Die Familie bestätigte, dass Zündflüssigkeit benutzt wurde, um den Grill für Familiengrillpartys  zu entzünden. Von den Feuerwehrmännern verteiltes Wasser kann leicht die Zündflüssigkeit von dem geschmolzenen Container gesprüht haben. Alle zwanzig von Vasquez gelisteten Indikatoren zur Nutzung eines Brandbeschleunigers wurden von Hurst widerlegt.
Bei der Rückkehr zu seinem Haus in Begleitung von Feuerwehrmann Ron Franks sagte Willingham, er habe entzündbares Eau de Cologne der Marke British Sterling im Flur vom Badezimmer zum Schlafzimmer, in dem die Zwillinge gestorben worden waren, verteilt, da diese den Geruch geliebt hatten.
Ein von Craig Beyler für die Texas Forensic Science Commission verfasster Bericht besagte, dass Ermittler die wissenschaftliche Methode, beschrieben in NFPA 921, Richtlinie für Feuer- und Explosionsermittlungen zur Analyse von Bränden, ignoriert hatten und sich stattdessen auf „Folklore“ und „Mythen“ verließen. Beyler sagte außerdem, dass Vasquez im Unrecht war, als er sagte, dass Zeugen drei verschiedene Brände gesehen hatten und dass diese lediglich von Rauch stammend vom Brand des Schlafzimmers berichteten. Beyler schrieb in seinem Report, dass „am Ende die einzige (Basis) für Feststellung der Brandstiftung…die Brandspuren auf dem Boden des Kinderzimmers, des Flures und der Veranda als Fleck einer Zündflüssigkeit interpretiert wurden. Keine dieser Feststellungen hat irgendeine Grundlage der modernen Wissenschaft.“ Trotzdem war die Stadt Corsicana sehr kritisch in Bezug auf Beylers Bericht und produzierte eine 21-seitige Antwort, die die fehlende Objektivität des Berichtes darstellte und Beyler die vermeintliche Rolle des Anwaltes von Willingham zuschrieb.
Die Stelle für Begnadigungen und Haftentlassungen erhielt Hursts Beschreibung, lehnte aber Willinghams Gnadengesuch einstimmig ab. Gouverneur Perry lehnte den Verzicht auf Hinrichtung ab und gab durch einen Sprecher bekannt, dass „der Gouverneur seine Entscheidung aufgrund von Fakten zu dem Fall getroffen habe“. Gouverneur Perry sagte, dass die „vermeintlichen Experten“ falsch gewesen waren und dass niemand der Anti-Todesstrafen-Propaganda Beachtung schenken solle. Perrys Berater Mary Anne Wiley sagte, die 30 000 $ teure Anheuerung von Feuerexperte Craig Beyler sei eine Verschwendung von Steuergeldern gewesen. Jackson, einer der Kläger, bestätigte, dass ein „unwiderruflich mangelhafter forensischer Bericht“ benutzt worden war, um Willingham zu verurteilen, dass aber dennoch andere Gründe dagewesen waren, die dessen Schuld zeigten.

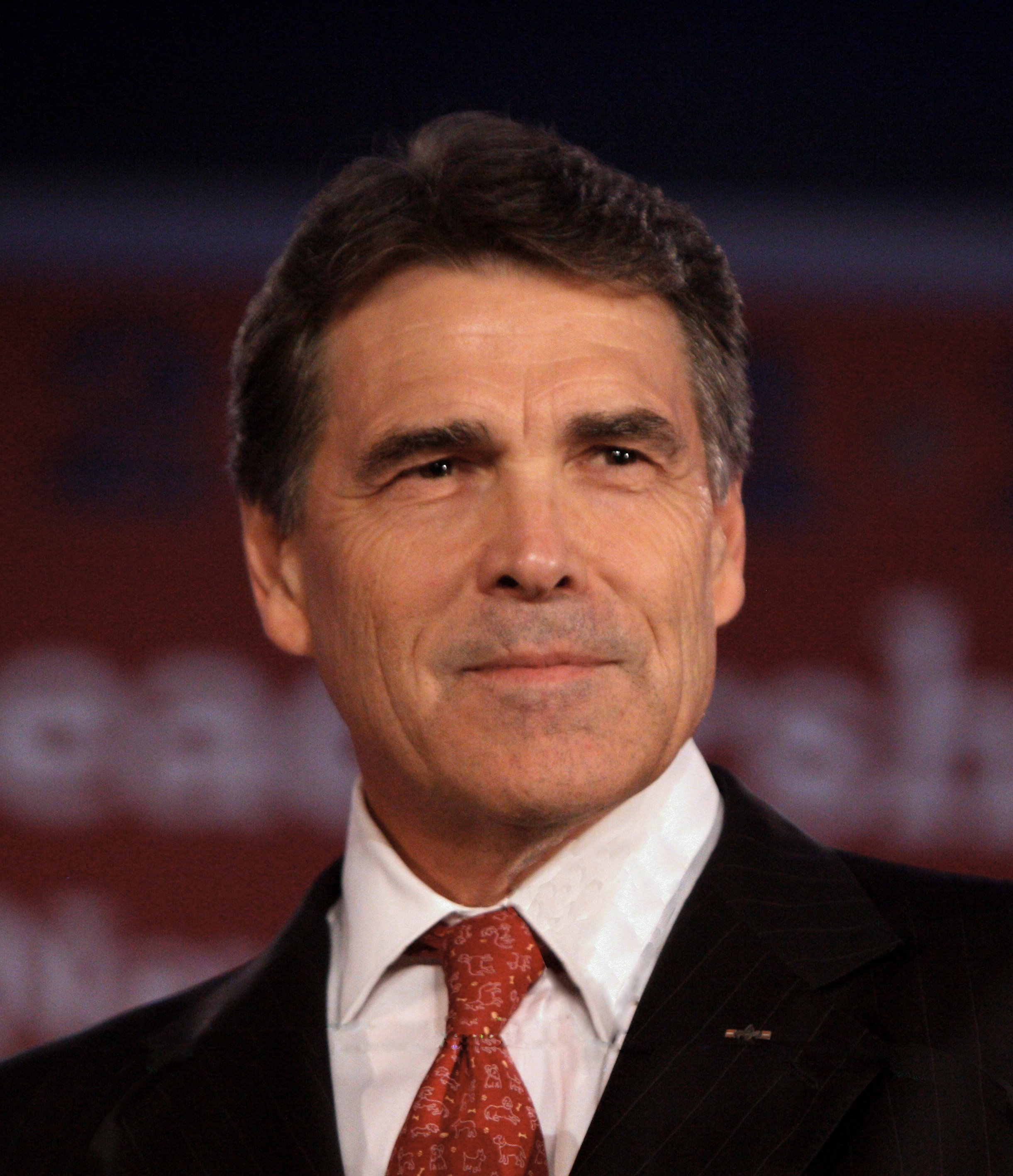
Gouverneur Rick Perry

Zusätzlich zu den Beweismitteln für Brandstiftung sagte ein Gefängnisinformant[Beleg?] namens Johnny Webb aus, dass Willingham gestanden habe, das Feuer gelegt zu haben, um Verletzungen oder den Tod eines seiner Kinder, hervorgerufen von seiner Frau, zu vertuschen. Dennoch hatte keines der Kinder Anzeichen von körperlichen Verletzungen, die selbst nach dem Tod noch gefunden hätten werden können. Webb erzählte später einem Reporter des Magazins The New Yorker: „Es ist sehr wohl möglich, dass ich missverstanden habe, was er sagte. In so einer kleinen Zelle eingesperrt zu sein macht dich verrückt. Meine Erinnerung ist in Stücke zerteilt. Ich stand unter großem Medikamenteneinfluss zu der Zeit. Jeder wusste das.“ Bei Willinghams Gerichtsverfahren bot Webb eine Erklärung für einzeln erkennbare Verbrennungen an Ambers Stirn und Arm, indem er behauptete, Willingham habe gestanden, sie zwei Mal mit einem entzündeten Wattepad verbrannt zu haben, um es so aussehen zu lassen, als hätten die Kinder mit Feuer gespielt. Webb wurde später als schizophren diagnostiziert und sogar der Ankläger beschrieb Webb als eine „unglaubwürdige Art von Mensch“. Trotzdem erreichte Jackson seine frühzeitige Entlassung nach Webbs Aussage. Webb sendete Jackson später eine Widerrufung seiner Aussage: „Mr. Willingham ist unschuldig aller Anschuldigungen“. Willinghams Anwälte wurden darüber nicht informiert und Webb widerrief seine Widerrufung erneut.
Webb und Kläger John Jackson leugneten immer wieder, dass Webb eine Haftentlassung im Gegenzug zur Aussage gegen Willingham angeboten worden war, aber 2014 entdeckten Ermittler des Innocent Project eine handgeschriebene Notiz in Webbs Unterlagen, die eine solche Abmachung bezeugten.
In der Bestrafungsphase des Gerichtsverfahrens sagte ein Kläger, dass Willinghams Tätowierung eines Schädels sowie einer Schlange dem Profil eines Soziopathen entspreche. Zwei medizinische Experten bestätigen diese Theorie. Ein Psychologe wurde gebeten, Willinghams Iron-Maiden-Poster zu interpretieren, und sagte, dass das Bild einer Faust, die einen Schädel zerschlägt, Gewalt und Tod bedeuteten. Er fügte hinzu, dass Willinghams Led-Zeppelin-Poster eines gefallenen Engels oft ein Indikator für Kult-artige Tätigkeiten gewesen sei. Psychiater James Grigson sagte, dass ein Mann mit Willinghams krimineller Geschichte ein „extrem schwerer Soziopath“ und unheilbar sei. Grigson war als Experte Zeuge mehrerer Gerichtsverfahren in ganz Texas. Vor seinem Tod wurde er von der Amerikanischen Psychiatrischen Vereinigung und der Texanischen Verbindung Psychiatrischer Mediziner wegen unethischer Praxis suspendiert.

### Zeugen
Zusätzlich zu der Aussage von Webb und der Untersuchung zur Brandstiftung versuchte die Anklage nachzuweisen, dass Willinghams Verhalten zur Zeit des Brandes sowie Tage danach auffällig gewesen war. Als der Brand stattfand, rannte Willingham durch den Vordereingang seines Hauses, wo er sich in Nähe des Eingangs hinhockte. Als er eine seiner Nachbarinnen, Diane Barbee, erblickte, schrie Willingham ihr zu, sie solle 911 (den Notruf) verständigen, sowie: „Meine Babys sind dort drin!“  Während des Verfahrens wurde Willinghams Verhaltensweise zu der Zeit als hin- und herschwankend zwischen gefasst und hysterisch beschrieben. Einerseits habe er um Hilfe geschrien und andererseits ruhig sein Auto vor den Flammen in Sicherheit gefahren.
Augenzeugen beschrieben sein Aussehen zum Brandzeitpunkt mit Anzeichen von Brandspuren sowie einer Brandverletzung an seiner rechten Schulter. Trotzdem betonte die Anklage das Fehlen jeglicher Spuren von Rauchinhalation Willinghams. Seine Handgelenke und Hände waren schwarz vor Rauch. Willingham war schließlich in ein Krankenhaus zur Behandlung transportiert worden, immer noch sich sträubend und in Handschellen.
Ihren unter Eid abgelegten Aussagen zufolge drängten beide Nachbarn, Brandice Barbee und Diane Barbee, Willingham dazu, ins Haus zurückzukehren und seine Kinder zu retten. Brandice zufolge weigerte sich Willingham und fuhr sein Auto in Sicherheit, bevor er sich auf dem nahe gelegenen Rasen niederließ, „ohne irgendwie zu versuchen, seine Kinder zu retten“. Als die Flammen mehr und mehr übersprangen und die Feuerwehr ankam, wurde Willingham mehr und mehr aktiv, woraufhin er von Rettungskräften festgehalten werden musste.
In den darauffolgenden Tagen kehrte Willingham mit Freunden und Verwandten zu dem Haus zurück. Diese Treffen wurden von Nachbarn als leichtfertig beschrieben und wurden erst dann ernster, als Autoritäten auftraten. Als Willingham mit dem Feuerwehrmann Ron Franks zum Brandort zurückkehrte, um persönliche Güter zu sichern, zeigte sich Willingham offensichtlich bestürzt darüber, ein Dart-Set nicht finden zu können. In einer örtlichen Bar, wo eine Spendenaktion für die Willingham-Familie stattfand, orderte er ein neues Dart-Set mit der Begründung, dass „Geld jetzt nicht das Problem sei“.

### Motivation
Die Anklage behauptete, dass Willingham sich seiner ungewünschten Kinder habe entledigen wollen. Weiterhin sagten die Kläger, dass das Feuer, welches die Kinder ums Leben brachte, bereits der dritte Versuch von Willingham gewesen sei, nachdem er bereits versucht habe, beide Schwangerschaften seiner Frau durch Tritte in ihren Bauch abzubrechen. Trotzdem stellte ein Artikel von David Grann fest, dass es zwar Hinweise darauf gab, dass Willingham seine Frau geschlagen habe, auch während der Schwangerschaft, dass es aber keine polizeilichen Berichte oder medizinische Hinweise darauf gab, dass Willingham versucht habe, seine Kinder abzutreiben oder zu töten. Außerdem stellte Willinghams Frau während des Verfahrens klar, dass ihr Mann die Kinder niemals körperlich misshandelt habe. Die Zeugenaussage von Johnny Webb, einem Gefängnisinformant, wies jedoch darauf hin, dass Willingham Verletzungen oder gar den Tod eines der Kinder, herbeigeführt von seiner Frau, habe vertuschen wollen.
Der Kläger behauptet ebenso, dass Willingham ein notorischer Frauenmisshandler sei, physisch wie psychisch. Jackson sagte ebenso, Willingham habe Tiere gequält und sei ein Psychopath. Trotzdem zeigen die nicht in den Fall und das Verfahren verwickelten Menschen ein anderes Bild Willinghams. Seine vormalige Bewährungshelferin Polly Goodin sagte, Willingham habe niemals bizarres oder soziopathes Verhalten an den Tag gelegt und dass er womöglich „eines ihrer liebsten Kinder“ gewesen war. Sogar eine ehemalige Richterin, Bebe Bridges, die oft auf der Seite gegen Willingham gewesen war (sie hatte ihn schon wegen Raub verurteilt), sagte, sie könne sich nicht vorstellen, dass Willingham des Mordes fähig sei. „Er war höflich und er schien sich zu kümmern“, sagte sie.

### Gerichtsverfahren
Willingham wurde am 8. Januar 1992 des Mordes angeschuldigt. Während seines Prozesses im August 1992 wurde ihm eine lebenslange Haftstrafe im Gegenzug zu einem Schuldeingeständnis angeboten, was er mit der Begründung ablehnte, dass er unschuldig sei. Der Ermittler Vasquez führte während des Verfahrens die drei Ausgangspunkte des Feuers – Indikatoren für menschliches Entzünden – auf; die Spuren an der Türschwelle sowie die Unversehrtheit der Füße Willinghams wurden ebenso genannt. Geschlussfolgert wurde, dass Willingham bei Verlassen des Hauses Brandbeschleuniger ausgeschüttet habe. Diese Vermutung wurde von zahlreichen Zeugen bekräftigt.
Den Zustand des Hauses kommentierend, sagte Jackson, dass jegliche Fluchtwege aus dem Haus versperrt gewesen seien; dass zum Beispiel ein Kühlschrank gegen die Hintertür gelehnt worden war.  Dennoch bestätigte Granns Artikel in The New Yorker, dass es einerseits zwei Kühlschränke im Hause Willingham gegeben habe und diese andererseits in keiner Verbindung mit der Brandstiftung stünden.
Während seines Verfahrens lehnte Willingham ab, zu seiner eigenen Verteidigung auszusagen.

## Anfechtungen, Inhaftierung & Exekution

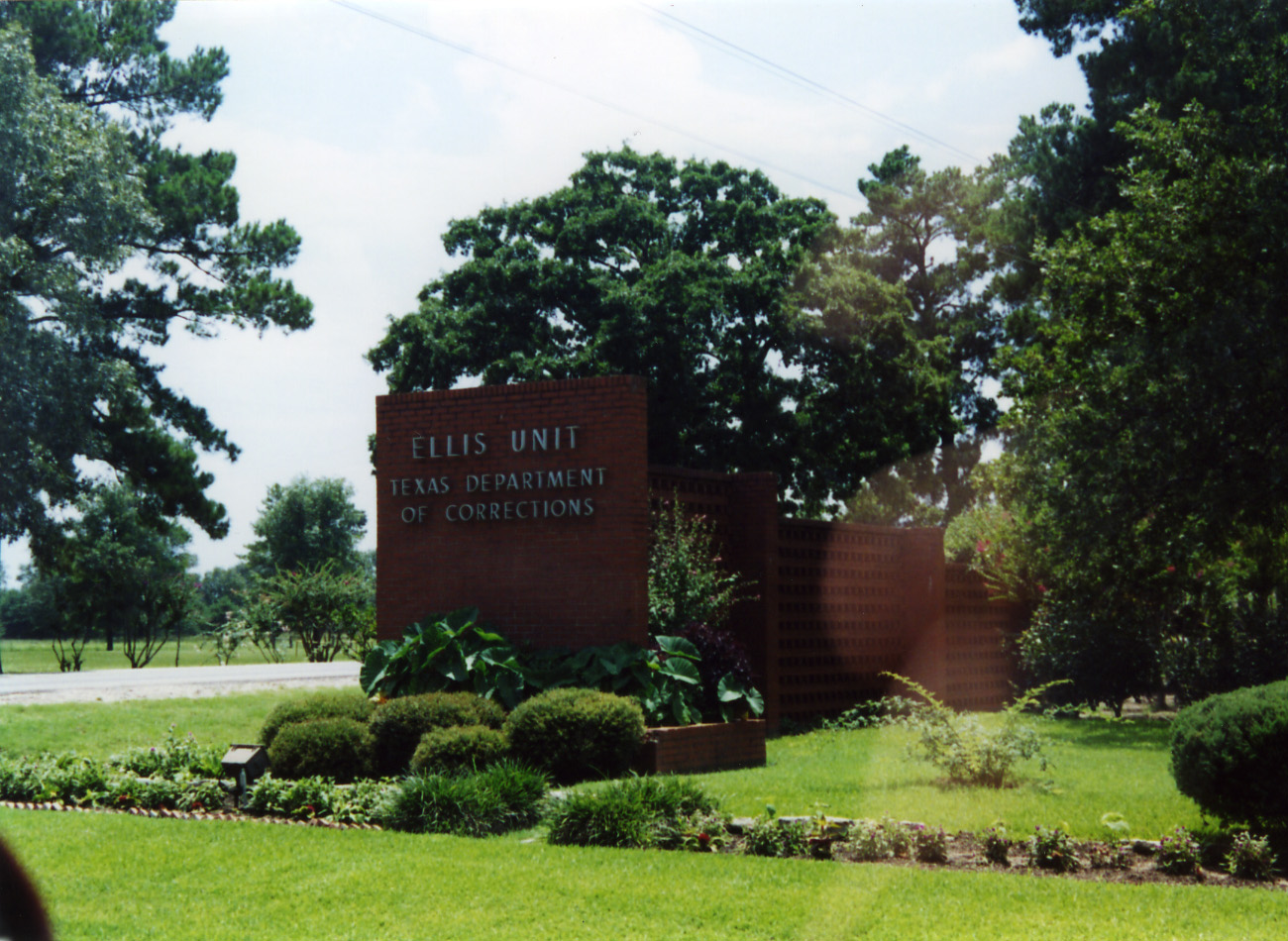
Die Ellis Unit, in der Willingham zunächst inhaftiert wurde

Willingham besaß die Inhaftiertennummer 999041. Während seines Aufenthalts im Todestrakt war er zuerst in der Ellis Unit und später in der Polunsky Unit festgehalten. Willingham bekräftigte bis zu seinem Tod, unschuldig zu sein, und verbrachte Jahre damit, seine Verurteilung anzufechten. Das Texanische Gericht lehnte noch einen Monat vor der Hinrichtung ein weiteres Gnadengesuch Willinghams ab. Dennoch bezeugen zahlreiche Berichte Willinghams Unschuld beziehungsweise eine unzureichende Beweislage. Weder der Gouverneur Rick Perry noch die zuständige Behörde beachteten Willinghams Gnadengesuch. Auf die Anschuldigung, Perry habe einen unschuldigen Mann exekutieren lassen, antwortete dieser: „Er war ein Frauenschläger.“ „Der ganze Fall basiert auf der reinsten Form von Ramschwissenschaft. Es gibt kein Beweisstück für Brandstiftung“, sagte Hurst. Später bezeugte Gouverneur Perry, sich der Interpretationsmöglichkeiten der Beweislage bewusst zu sein.
Willingham wurde am 17. Februar 2004 in Huntsville, Texas, durch die Todesspritze hingerichtet. Er war 36 Jahre alt.